# Achoragus
Achoragus es un género de coleópteros de la familia Anthribidae.

## Especies
Contiene las siguientes especies:
- Achoragus conicus Frieser & R. 2001
- Achoragus cylindrus Frieser & R. 2001
- Achoragus major Frieser & R. 2001
- Achoragus minor Frieser & R. 2001
- Achoragus papuanus Frieser & R. 1995
- Achoragus pumilio Jordan, 1924
- Achoragus rotundulus Frieser & R. 2001
- Achoragus rugicollis Frieser, 1984
- Achoragus sparsutus Frieser & R. 1995
- Achoragus tantillus Jordan, 1924
- Achoragus tener Jordan, 1914